# Прусы (Западно-Варшавский повет)
Пру́сы (пол.  Prusy) — село в Польше в сельской гмине Кампинос Западно-Варшавского повета Мазовецкого воеводства.
Село располагается в 2 км от административного центра сельской гмины Кампинос, в 25 км от административного центра повета города Ожарув-Мазовецкий и в 38 км от административного центра воеводства города Варшава.
В 1975—1998 годах село входило в состав Варшавского воеводства.